# روبوتات موجودة
في مجال الذكاء الاصطناعي والعلوم الاستعرافية (cognitive science) يشير مصطلح موجود إلى الكيان (agent) المُدمج في بيئة ما. ووفقًا لهذا الاستخدام، يتم استخدام المصطلح للإشارة إلى الروبوتات، بيد أن بعض الباحثين ذهبوا إلى أن كينونات البرمجة يمكن أن تكون موجودة أيضًا حالَ:
- وجودهم في بيئة ديناميكية (سريعة التغيُّر)، والتي
- يُمكنهم معالجتها ببراعة أو تغييرها من خلال أفعالهم، والتي
- يُمكنهم الإحساس بها أو إدراكها حِسيًا.

فالوجود يعني بوجه عام أن تكون جزءًا من كيان مُجسّد، بيد أنه من المفيد توضيح كلا المنظوريْن. فالمنظور المُجسّد يؤكد على البيئة وتآثرات الكيان معها. وهذه التآثرات تُحدد تجسيد كينونة ما.